# (6075) Zajtsev
(6075) Zajtsev ist ein am 1. April 1976 von Nikolai Stepanowitsch Tschernych am Krim-Observatorium (IAU-Code 095) in Nautschnyj, etwa 30 km von Simferopol entfernt, entdeckter Asteroid des Hauptgürtels.
Benannt wurde der Asteroid nach Alexander Leonidowitsch Saizew (1945–2021), dem leitenden Wissenschaftler des Institute of Radio Engineering and Electronics of RAS. Unter seiner Leitung wurden im Dezember 1992 Beobachtungen des Asteroiden (4179) Toutatis mit dem 70-Meter-Radioteleskop in Jewpatorija und dem 100-Meter-Radioteleskop Effelsberg durchgeführt.
Der Himmelskörper gehört zur Themis-Familie, einer Gruppe von Asteroiden, die nach (24) Themis benannt wurde.